# Comuna de Czarna Białostocka
Czarna Białostocka (polaco: Gmina Czarna Białostocka) é uma gminy (comuna) na Polónia, na voivodia de Podláquia e no condado de Białystok. A sede do condado é a cidade de Czarna Białostocka.
De acordo com os censos de 2004, a comuna tem 11 654 habitantes, com uma densidade 56,4 hab/km².

## Área
Estende-se por uma área de 206,54 km², incluindo:
- área agricola: 19%
- área florestal: 74%

## Demografia
Dados de 30 de Junho 2004:
|                      | Total   | Total | Mulheres | Mulheres | Homens  | Homens |
| -------------------- | ------- | ----- | -------- | -------- | ------- | ------ |
|                      | pessoas | %     | pessoas  | %        | pessoas | %      |
| População            | 11 654  | 100   | 6020     | 51,7     | 5634    | 48,3   |
| Densidade (pop./km²) | 56,4    | 100   | 29,1     | 29,1     | 27,3    | 27,3   |

De acordo com dados de 2002, o rendimento médio per capita ascendia a 1099,79 zł.

## Comunas vizinhas
- Dobrzyniewo Duże, Janów, Jasionówka, Knyszyn, Korycin, Sokółka, Supraśl, Wasilków